# Cregenzán
Cregenzán es una localidad perteneciente al municipio de Barbastro (al cual se incorporó en 1965), en la provincia de Huesca, comunidad autónoma de Aragón, España. En 2023 contaba con 55 habitantes.
En su territorio se cultiva viñedo entre cuyas variedades destaca la de la uva syrah, con la cual se elaboran vinos dentro de la denominación de origen Somontano. 

## Demografía
| Gráfica de evolución demográfica de Cregenzán entre 1842 y 1960 |
| |
| Población de derecho según los censos de población del INE Población de hecho según los censos de población del INEEntre el censo de 1970 y el anterior, este municipio desaparece porque se integra en el municipio Barbastro |